# NGC 574
NGC 574 is een balkspiraalstelsel in het sterrenbeeld Beeldhouwer. Het hemelobject werd op 1 september 1834 ontdekt door de Britse astronoom John Herschel.

## Synoniemen
- PGC 5544
- ESO 353-6
- MCG -6-4-39
- IRAS01268-3551